# Al Katz and his Kittens
Al Katz and his Kittens war eine US-amerikanische Territory Band des Chicago-Jazz, die in den 1920 bis 1930er Jahren spielte.

## Bandgeschichte
Al Katz gründete seine Band, die Kittens in Kentucky. Ende der 1920er und Anfang der 1930er Jahre hatte sie dann ihr Hauptquartier in Chicago; sie waren als populäre Novelty Band im Großraum Chicago und Mittelwesten auf Tourneen unterwegs. Die Kittens traten auch später auch an der Ostküste der USA, wie in New York City auf, wo sie auch einige Aufnahmesessions hatten. Al Katz nahm mit seiner Formation unter verschiedenen Bandbezeichnungen für Columbia Records, RCA Victor und Gennett auf. In seiner Band spielten u. a. Joe Bishop, Greg Brown, Jerry Bump, Ray Kleemeyer, Eddie Kooden, Joe Magliatti, Fred Rollinson, George Schechtman, Jess Stacy und Lewis Storey. Al Katz blieb bis Ende der 1940er Jahre als Bandleader aktiv, bevor er sein Orchester auflöste.
Zu ihren Aufnahmen gehört der Titel „Ace in the Hole“, der auf der Anthologie The Chicago Hot Bands 1924-1928 bei RCA Victor erschienen ist.
In den 1940er Jahren gab es auch eine Band des Klarinettisten (und Komödianten) Mickey Katz (1909–1985), „Mickey Katz and his Krazy Kittens“, die den Namen übernahm und Betty Hutton auf USO-Touren im Zweiten Weltkrieg begleitete.